# Pandemia de COVID-19 en Neuquén
El primer caso confirmado de la Pandemia de COVID-19 en Neuquén se dio a conocer el 20 de marzo de 2020, mediante un comunicado emitido por el gobierno de la propia provincia. Se trataba de ciudadano de edad desconocida que únicamente se sabe que provenía de Río Negro y arrojó resultado positivo en el Laboratorio Central Neuquino. Desde entonces, se han reportado 20,048 casos confirmados en la totalidad de la provincia. 

## Cronología

### 2020: Brote inicial, crecimiento exponencial y primera ola

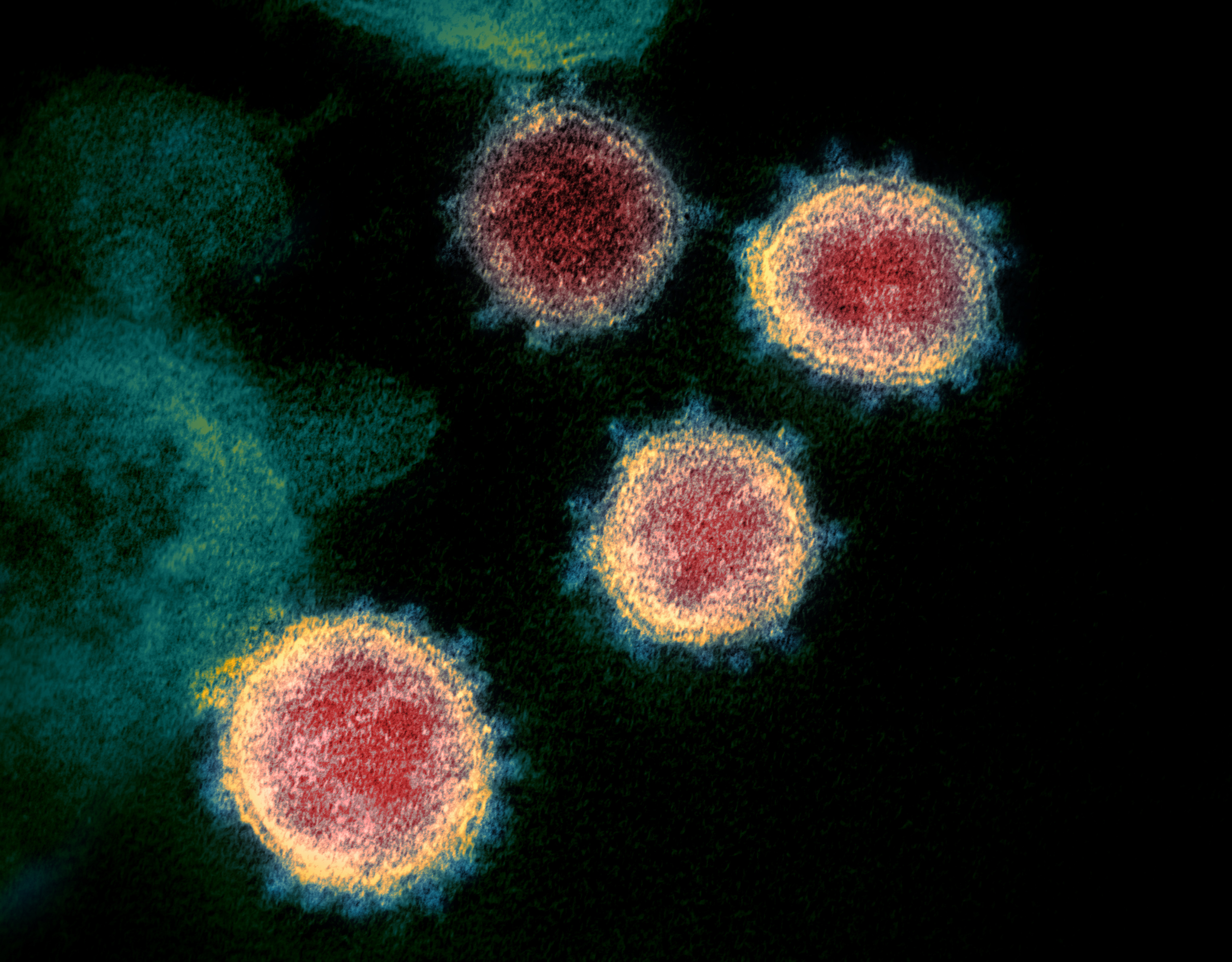
Imagen del SARS-CoV-2 captada a través de un microscopio electrónico de transmisión del Instituto Nacional de Alergias y Enfermedades Infecciosas.

Casos sospechosos
Primeros casos

## Estadísticas

### Según departamento
| Provincia   | Población (2022) | Ministerio de Salud (Act. 17-3-2022) | Ministerio de Salud (Act. 17-3-2022) | Ministerio de Salud y Ambiente (Act. 17-3-2022) | Ministerio de Salud y Ambiente (Act. 17-3-2022) |
| Provincia   | Población (2022) | Casos                                | Muertos                              | Casos                                           | Muertos                                         |
| ----------- | ---------------- | ------------------------------------ | ------------------------------------ | ----------------------------------------------- | ----------------------------------------------- |
| Confluencia |                  | 110 733                              | 1655                                 |                                                 |                                                 |
| Lácar       |                  | 11 302                               | 98                                   |                                                 |                                                 |
| Zapala      |                  | 9250                                 | 233                                  |                                                 |                                                 |
| Pehuenches  |                  | 6144                                 | 90                                   |                                                 |                                                 |
| Los Lagos   |                  | 5289                                 | 53                                   |                                                 |                                                 |
| Chos Malal  |                  | 4526                                 | 29                                   |                                                 |                                                 |
| Huiliches   |                  | 4271                                 | 53                                   |                                                 |                                                 |
| Añelo       |                  | 3128                                 | 47                                   |                                                 |                                                 |
| Minas       |                  | 2731                                 | 14                                   |                                                 |                                                 |
| Aluminé     |                  | 2508                                 | 35                                   |                                                 |                                                 |
| Picunches   |                  | 2143                                 | 47                                   |                                                 |                                                 |
| Loncopué    |                  | 1356                                 | 29                                   |                                                 |                                                 |
| Ñorquín     |                  | 1321                                 | 10                                   |                                                 |                                                 |
| Collón Curá |                  | 1196                                 | 22                                   |                                                 |                                                 |
| Picún Leufú |                  | 900                                  | 23                                   |                                                 |                                                 |
| Catán Lil   |                  | 350                                  | 3                                    |                                                 |                                                 |
| Sin definir |                  | 168                                  | 2                                    |                                                 |                                                 |
| Total       |                  | 167 925                              | 2582                                 |                                                 |                                                 |
| Fuentes:    |                  |                                      |                                      |                                                 |                                                 |
| Nota:       |                  |                                      |                                      |                                                 |                                                 |